# 西春彦

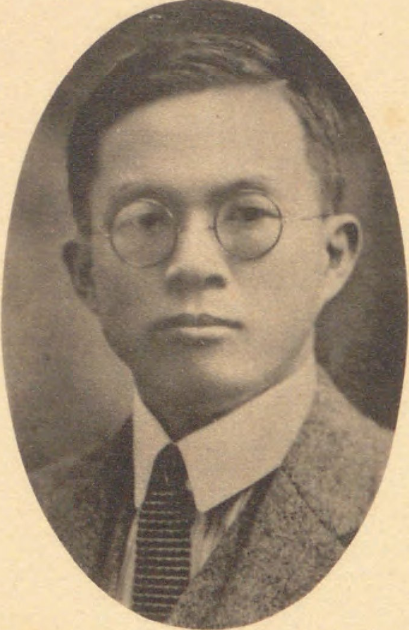
西春彦

西 春彦（にし はるひこ、1893年〈明治26年〉4月29日 - 1986年〈昭和61年〉9月20日）は、大正・昭和期の外交官。太平洋戦争開戦時の外務次官である。

## 来歴
鹿児島県川辺郡加世田町津貫（後の加世田市津貫、南さつま市加世田津貫）生まれ。1911年3月旧制鹿児島県立川辺中学校（現鹿児島県立川辺高等学校）卒業。旧制第一高等学校一部丙類（独法・政・独文）に1911年9月入学、1914年7月卒業。東京帝国大学法学部独法科に1914年9月入学、1918年7月卒業。高等文官試験外交科に合格し、1918年10月外務省に入る。1920年結婚。外交官として長春在勤領事（1923年1月）、ソヴィエト連邦在勤大使館三等書記官（1925年8月）、外交書記官ならびに通商局第一課長（1928年2月）、欧米局第一課長（1933年3月）、欧亜局第一課長（1934年6月）、青島在勤総領事（1935年12月）、ソヴィエト連邦在勤大使館参事官（1936年12月）、欧亜局長（1939年6月）、ソヴィエト連邦出張特命全権公使（1940年9月）を歴任し、1941年5月に離任帰国。1941年10月外務次官に就任、1942年9月辞任。1944年10月より満洲国出張特命全権公使。
ニューヨーク領事官補時代に同じくアメリカに駐在していた鹿児島県出身の外交官・東郷茂徳と出会い、敬意を持つようになる。東郷が欧亜局長に就くと、その部下となるが、東郷が交通事故で入院している間に重光葵の推薦で青島総領事就任が決まってしまう（以後、東郷と重光の関係が、微妙なものになったとされる）。当時の青島においては日本の領事裁判権が認められていたが、それを悪用する日本人も少なくはなかった。西はこうした日本人に対して厳しい態度で臨んだため、地元の中国人からは評判が良かったと言われている。その後、駐ソ連公使]転任。この駐ソ公使時代、家庭教師として西の子供に絵を教えていたのが赤松俊子（のちの丸木俊）である。
1941年、東條内閣の外務大臣となった東郷は西を日本に呼び戻し、外務次官に任じた。同郷である西を次官に据える事には外務省内でも「側近人事」との批判が強かったが、東郷は日米交渉という大事を前に信頼の置ける人物を必要としていた。だが、「ハル・ノート」の提出をきっかけに日米は開戦し、東郷も翌年の大東亜省設置問題で辞任したため、西も共に辞表を提出した。
戦後、公職追放となる中で、極東国際軍事裁判の被告人となった東郷の弁護人を務める。その後、1953年12月から駐オーストラリア大使、1955年5月から駐イギリス大使を務めて太平洋戦争で悪化した対日感情の緩和に努めた。ロンドンで開かれた日ソ国交回復交渉の下準備をしたのは西だと言われている。1958年に退官し、外交官生活に終止符を打つ。妻の実家が横浜のホテルニューグランドだった縁もあり、1945年10月、神奈川県商工経済会を母体とした横浜市復興会の副会長に選ばれているが、1958年の退官後、ニューグランドに入社。後に同社会長となっている。
だが、1960年に日米安全保障条約の改訂が問題となると、西は事前協議制や極東条項の問題を取り上げ、改訂案は日本の安全保障に寄与せず、却ってソ連や中国の軍拡の口実を与えるだけであるとして、石黒忠篤らと共に反対論を唱えた。これによって安保条約改正反対派は勢いづく事になるが、西はあくまでも改訂案に問題ありとして反対論を唱えただけであって、安保改定による日米関係改善を否定していたわけではなかった。しかし、結果的に安保闘争の激化によってアイゼンハワー大統領の訪日が中止になった事には忸怩たる思いをしたと言われている。また、このことで東郷の娘婿である東郷文彦からは強く非難された。
晩年まで核兵器廃絶運動に尽力する一方で、鈴木東民（読売争議の指導者で当時釜石市長）らと、東郷の著作と伝記編纂（後に萩原延壽による伝記の執筆と、遺著「時代の一面」の刊行に至った、原書房）に奔走した。また、日英協会理事長も務めていた。

## 人物
遠縁の親戚には瀧廉太郎がいるという。また、赤瀬川原平の父は従兄弟にあたる。
亡くなる2年前の1984年には、NHK大河ドラマ『山河燃ゆ』の登場人物として描かれた。演者は加藤和夫。同作は昭和史を扱ったことから、大河ドラマで初めて、放送当時存命の人物が登場した作品となった。

## 栄典
- レジオンドヌール勲章（1932年12月）[1]
- 紀元二千六百年祝典記念章（1940年8月15日）[3]
- K.B.E.大英帝国勲章（1963年5月）[1]
- 勲二等旭日重光章（1965年4月）[1]
- 勲一等瑞宝章（1977年5月）[1]
- 従三位（逝去時追叙）[1]

## 著書
- 『わたしの外交白書』文芸春秋新社 1963
- 『回想の日本外交』岩波新書 1965